# Општина Власинешти (Ботошани)
Власинешти (рум. Vlăsineşti) општина је у Румунији у округу Ботошани.
Oпштина се налази на надморској висини од 84 m.